# Буэн-Пасто
Сармьенто (исп. Sarmiento) — посёлок в департаменте Сармьенто провинции Чубут (Аргентина). Название Buen Pasto (хорошая трава) характеризует пастбища этого посёлка.

## География
Посёлок расположен на высоте 914 метров над уровнем моря в центре Патагонского плато. Зимой погода обычно очень плохая - холодно и идут сильные снегопады. В близлежащих окрестностях занимаются разведением овец.

## Население
За 9 лет после прошлой переписи (2001 год), население уменьшилось на 30% и теперь составляет 105 человек. В 68 домах, находящихся в посёлке, проживают 51 мужчина и 54 женщины.